# Coracle

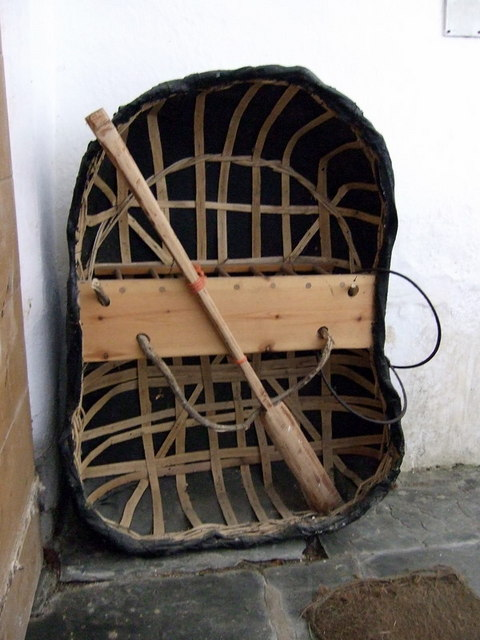
Coracle

George Catlin – Coracles der Mandan-Indianer

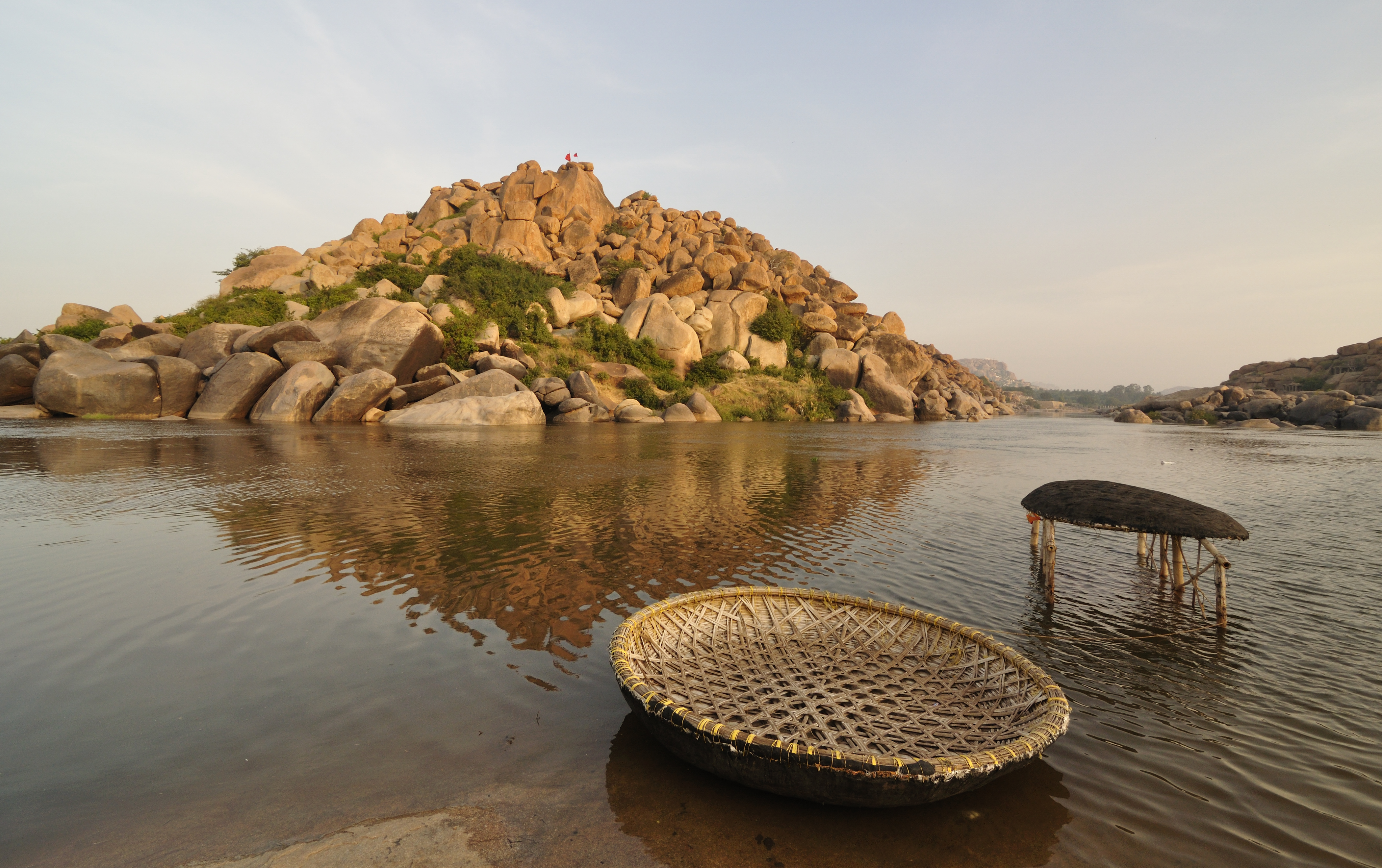
Coracles auf dem Tungabhadra-River in Südindien

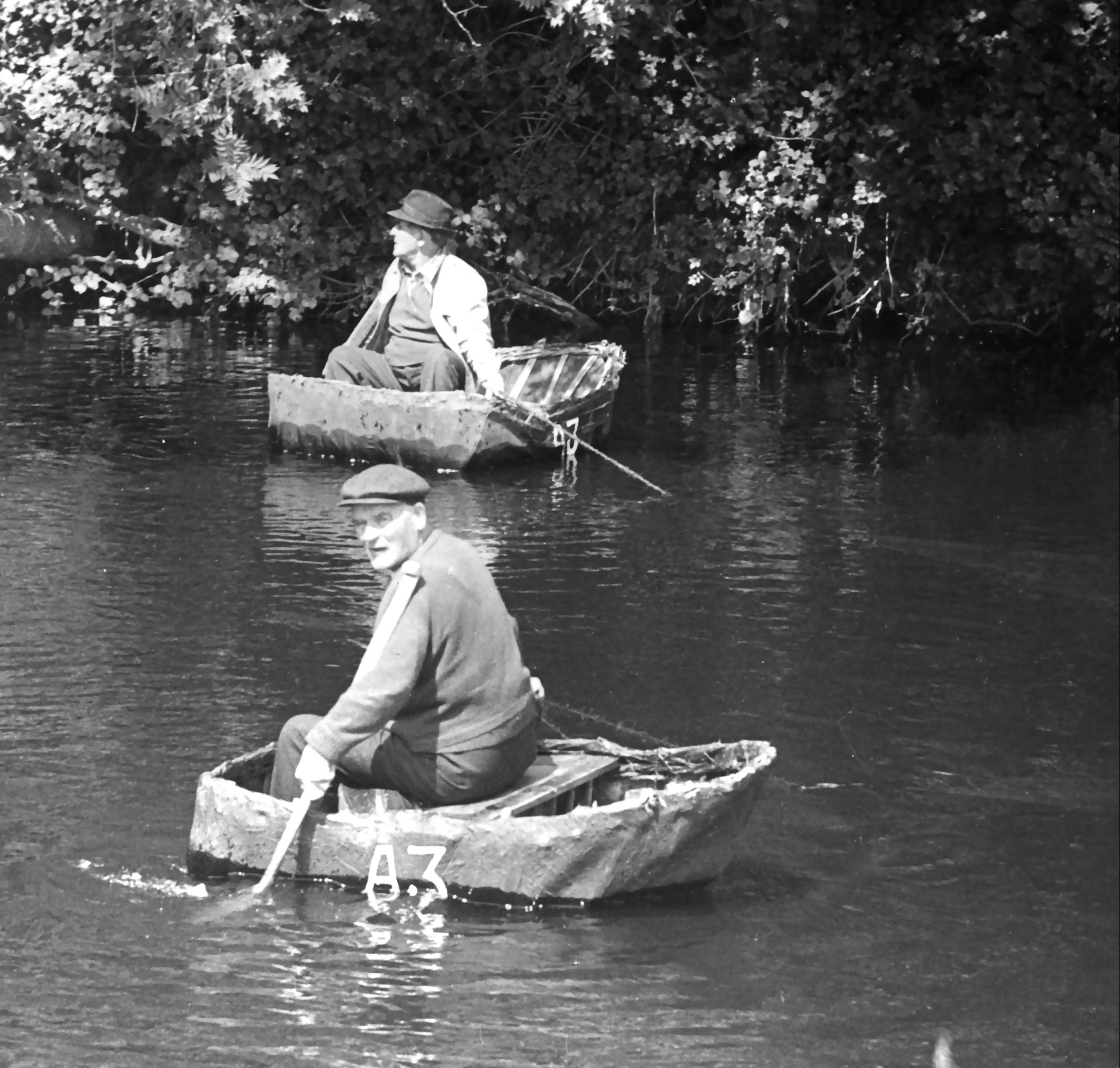
Coracles neuerer Bauart auf dem Fluss Teifi in Wales (1972)

Ein Coracle (walisisch cwrwgl) ist ein sehr kleines kielloses Boot vornehmlich für Binnengewässer.

## Vorkommen

### Wales
Das meist für eine Person gebaute Fahrzeug aus Korbgeflecht hat eine meist ovale oder kreisrunde Form. Der Bootskörper ist mit einer Haut oder einer Persenning bespannt. Es wurde von armen Nebenerwerbs-Fischern in Wales sowie in anderen Teilen der Britischen Inseln verwendet.
Der ovale Bootskörper ähnelt einer Walnussschale. Früher bestand die Außenhaut aus einer Tierhaut (z. B. vom Pferd oder Rind), die mit Teer bestrichen worden war. Heute werden belastbare Textilien (wie Kattun oder Leinen), auch glasfaserverstärkter Kunststoff verwendet.

### Außerhalb Europas
- Es gibt Boote von ähnlicher Bauart in anderen Teilen der Erde, so z. B. die Guffas, die bis in die 1970er Jahre auf Euphrat und Tigris (Irak) eingesetzt wurden und für die sich in der Literatur der englische Begriff durchgesetzt hat.
- In den Jahren 1831/32 besuchte der Zeichner und Maler George Catlin verschiedene Indianer-Stämme der Great Plains, darunter auch die Mandan, bei denen er ganz ähnlich aussehende und konstruierte Wasserfahrzeuge sah.
- Auch aus Tibet und Südindien sind ähnlich konstruierte Bootstypen bekannt.